# Cadix (Tarn)
Cadix település Franciaországban, Tarn megyében. Lakosainak száma 218 fő (2022. január 1.). Cadix Réquista, Assac, Curvalle, Le Dourn, Fraissines, Saint-André és Trébas községekkel határos.

## Népesség
A település népességének változása:
| Lakosok száma | 228  | 233  | 240  | 228  | 226  | 225  | 220  | 216  | 218  |
|               | 2013 | 2015 | 2016 | 2017 | 2018 | 2019 | 2020 | 2021 | 2022 |